# Les hommes ne comprendront jamais
Pour plus de détails, voir Fiche technique et Distribution.
Les hommes ne comprendront jamais (The Divided Heart) est un film britannique réalisé par Charles Crichton, sorti en 1954.

## Synopsis
Une mère tente de récupérer l'enfant dont elle a été séparée pendant la guerre et qui a été adopté par une autre famille.

## Fiche technique
- Titre : Les hommes ne comprendront jamais
- Titre original : The Divided Heart
- Réalisation : Charles Crichton
- Scénario : Jack Whittingham
- Musique : Georges Auric
- Photographie : Otto Heller
- Montage : Peter Bezencenet
- Production : Michael Balcon et Michael Truman
- Société de production : Ealing Studios et Michael Balcon Productions
- Pays :  Royaume-Uni
- Genre : Drame
- Durée : 89 minutes
- Dates de sortie : 
  -  Royaume-Uni : 9 novembre 1954 (Londres)
  -  France : 22 juin 1955

## Distribution
- Cornell Borchers : Inga
- Yvonne Mitchell : Sonja
- Armin Dahlen : Franz
- Alexander Knox : le juge ne chef
- Geoffrey Keen : Marks
- Liam Redmond : le premier juge
- Eddie Byrne : le second juge
- Theodore Bikel : Josip
- Ferdy Mayne : Dr. Muller
- André Mikhelson : le professeur Miran
- Pamela Stirling : Mlle. Poncet
- Michel Ray : Toni
- Martin Keller : Toni
- Krystyna Rumistrzewicz : Mitzi
- Mark Gübhard : Max

## Distinctions
Le film a été nommé pour cinq BAFTA et en a remporté deux - meilleure actrice britannique pour Yvonne Mitchell et meilleure actrice étrangère pour Cornell Borchers - ainsi que l'UN Award.